# Obszar ochrony ścisłej im. prof. Mariana Raciborskiego
Obszar ochrony ścisłej im. prof. Mariana Raciborskiego – leśny obszar ochrony ścisłej w Wolińskim Parku Narodowym, o powierzchni 10,33 ha, położony w województwie zachodniopomorskim, w powiecie kamieńskim, w gminie Międzyzdroje, w zachodniej części Wisełki.
Celem ochrony jest zachowanie buczyny storczykowej z licznymi stanowiskami wiciokrzewu pomorskiego i zimoziołu północnego.
Wzdłuż północno-wschodniej granicy obszaru ochrony ścisłej prowadzi znakowany czerwony turystyczny Szlak Nadmorski im. dr. Czesława Piskorskiego (Międzyzdroje→Dziwnów).
Od południa zabudowania Wisełki przy drodze (Międzyzdroje-Dziwnów).
Obszarowi patronuje prof. Marian Raciborski – polski biolog – botanik.